# Best Day Ever
«Best Day Ever» (с англ. — «Самый лучший день») — серия под номером 80а четвёртого сезона мультсериала «Губка Боб Квадратные Штаны». Данный эпизод был создан в 2006 году и вышел 10 ноября 2006 года в США. В России премьера серии состоялась 14 июня 2008 года на телеканале «Nickelodeon».

## Сюжет
У Губки Боба наступил «самый лучший день». Однако всё обернулось не так, как он предполагал. «Лучший день» должен был начаться в ресторане «Красти Краб», но его захватили нематоды; и Боб с помощью своего свистливого носа уводит их подальше. Позднее Боб по плану идёт к Сэнди, чтобы побороться в карате. К несчастью, и это не удалось: у Сэнди в куполе течь. По случайности Губка Боб останавливает протекание своей липкой перчаткой. А на Медузьих Полянах у Патрика горе: сломался его сачок. Губка Боб даёт ему запасной, но он тоже ломается. Пришлось Бобу отдать Патрику его суперсовременный сачок «2000 Делюкс Про». Тот по глупости оставляет его себе.
Губка Боб расстроен, ведь ему не удалось ничего проделать. Остался лишь концерт Сквидварда на кларнете. Но Сквидвард сообщает ему, что мундштук сломался. Боб всеми силами выдёргивает зуб и заменяет им мундштук, однако билетёр не пускает Губку Боба, требуя билет. После некоторых попыток попасть в зал, Бобу всё же удаётся пройти в зал, поскольку билетёр услышал его имя (Губка Боб — почётный гость). К сожалению, Боб успевает только на конец концерта.
Бедный Губка Боб рассердился и прокричал в микрофон всей публике, что «самый лучший день» испорчен. Но друзья ему напоминают, как он им помог в личных делах. Губка Боб успокаивается и решает устроить спектакль, на котором все его планы сбываются. Через несколько часов Боб никак не может угомониться и поёт без остановки (по словам мистера Крабса, «пусть поёт, сколько его сердцу захочется») — друзья очень устали, а публика ушла.

## Создание
«Самый лучший день» был выпущен в эфир в США 10 ноября 2006 года во время 30-летия канала «Nickelodeon». В это время шёл марафон 100 эпизодов мультсериала. Пират Пэтчи, роль которого исполнил Том Кенни, представил этот марафон на лодке в бухте Нью-Йорка. Зрители голосовали за понравившиеся эпизоды. Марафон шёл с 9 по 10 ноября и закончился ТВ-премьерой полнометражного мультфильма.
Том Ащейм, исполнительный вице-президент и генеральный менеджер «Nickelodeon Digital Television», объяснил, что канал начал использовать современные технологии, чтобы телезрители проявили интерес к телешоу.

## Роли
| Персонаж                   | Оригинальное озвучивание | Русский дубляж      |
| -------------------------- | ------------------------ | ------------------- |
| Губка Боб Квадратные Штаны | Том Кенни                | Сергей Балабанов    |
| Патрик Стар                | Билл Фагербакки          | Юрий Маляров        |
| Сквидвард Тентаклс         | Роджер Бампасс           | Иван Агапов         |
| Юджин Крабс                | Клэнси Браун             | Александр Хотченков |
| Сэнди Чикс                 | Кэролин Лоуренс          | Нина Тобилевич      |
| Миссис Пафф                | Мэри Джо Кэтлетт         | Нина Тобилевич      |
| Билетёр                    | Ди Брэдли Бейкер         | Юрий Меншагин       |

## Песня
В серии звучала песня, в которой Губка Боб поёт о прелестях дня. Песня была включена в два альбома — «SpongeBob SquarePants: The Best Day Ever» и саундтрек к полнометражному фильму «The SpongeBob SquarePants Movie: Music from the Movie and More…» (песня звучала в завершающих титрах).

## Критика
Марафон повысил рейтинг «Nickelodeon» до 6 млн зрителей, что стало самым высоким рейтингом канала. Промосайт посетило 3 млн человек, а серию скачало 5 млн человек.